# Tärna naturreservat
Tärna är ett naturreservat i Sala kommun i Västmanlands län.
Området är naturskyddat sedan 2016 och är 23 hektar stort. Reservatet består av stenblock, fuktiga sänkor och höjdryggar med gamla tallar och granar. I Tärna finns arter som bara går att hitta i gamla skogar, t.ex. gränsticka, vedtrappmossa och brunpudrad nållav.

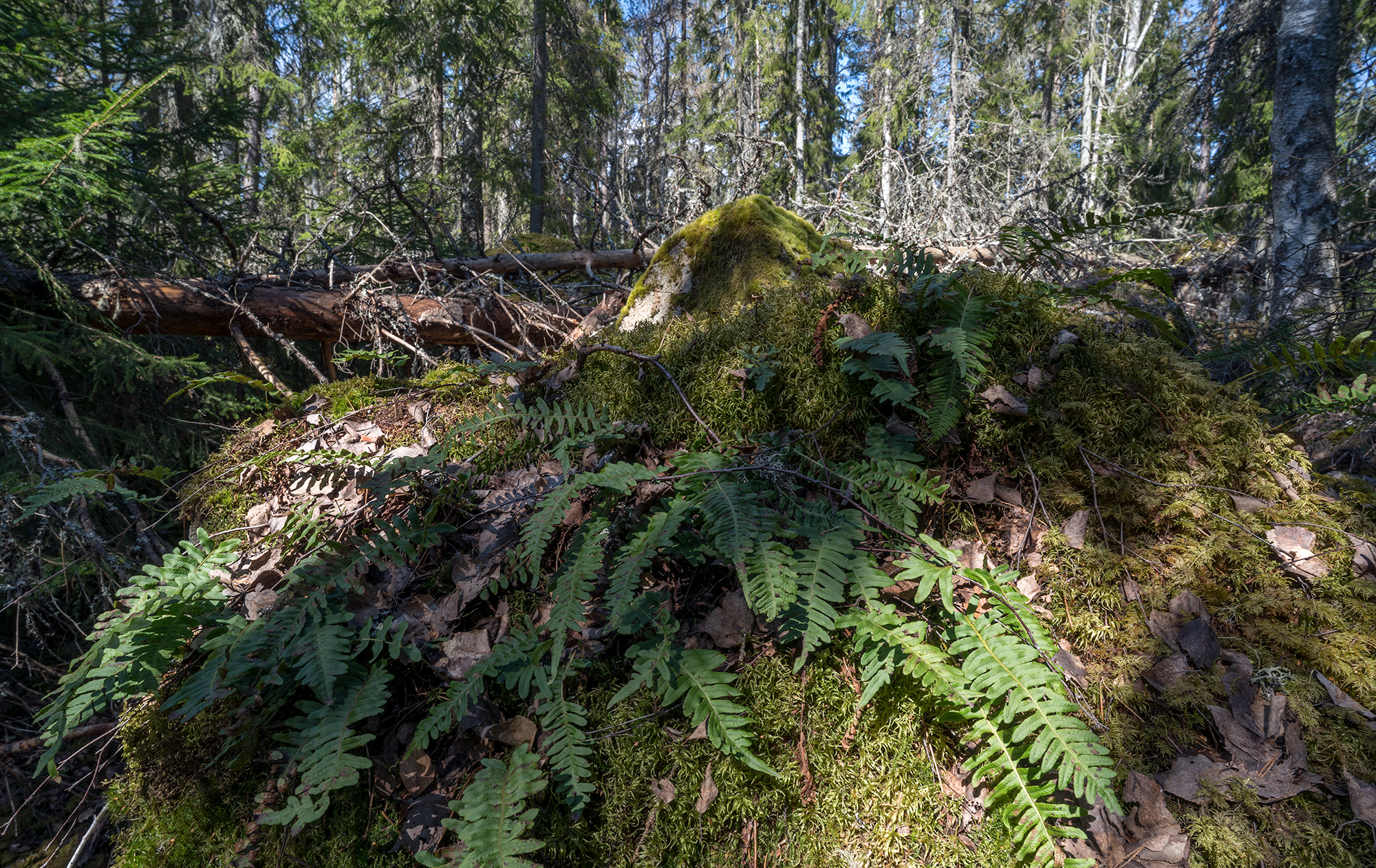
Blockmark, stensöta och omkullfallna träd.
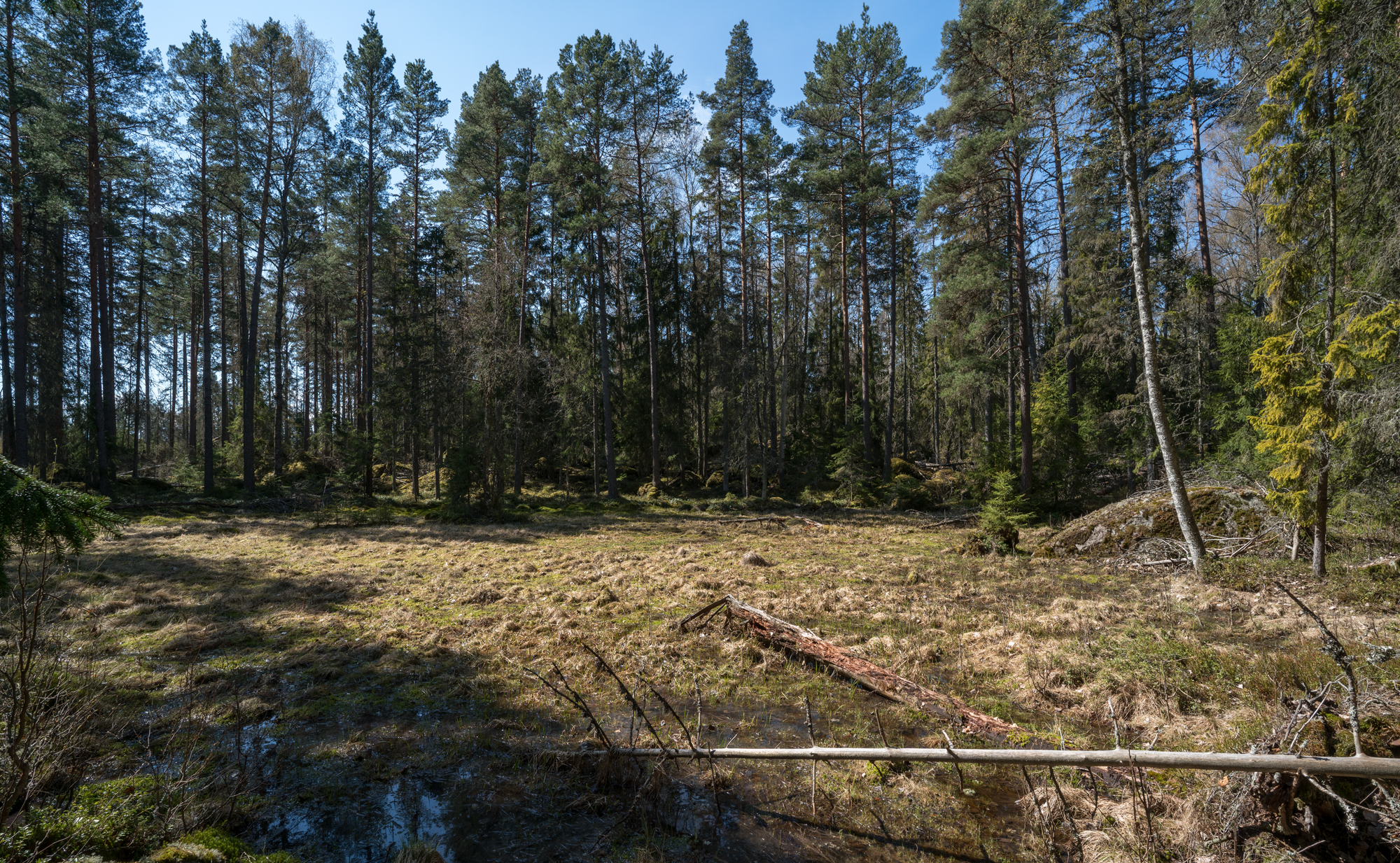
En liten myr insprängd i blockmarken.